# Diaethria clymena
Diaethria clymena là một loài bướm ngày thuộc họ Nymphalidae. Loài này có ở Guatemala to Peru và Brasil. 

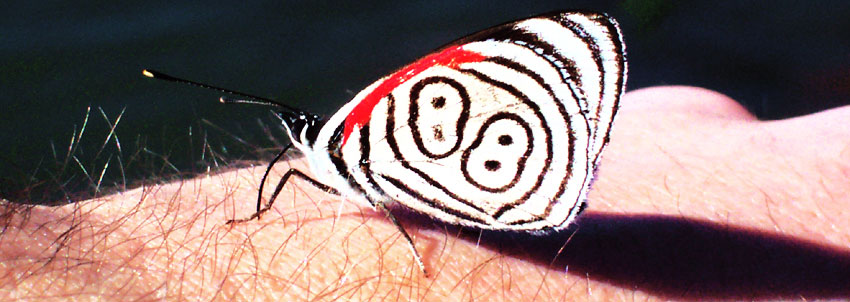

Sải cánh dài khoảng 30–40 mm. Bướm trưởng thành có màu đen với một dải xanh da trời trên mỗi cánh. Phía dưới màu đỏ và trắng với các sọc đen trông giốnh như con số 88.
Ấu trùng ăn Trema lamarckianum, Trema micranthum, và Theobroma.

## Phụ loài
Xếp theo bảng chữ cái.
- Diaethria clymena aurelia (Guenée, 1872)
- Diaethria clymena beleses (Godman & Salvin, 1889) (Panama)
- Diaethria clymena bourcieri (Guenée, 1872) (Ecuador)
- Diaethria clymena clymena (Guyana, Brazil (Amazonas))
- Diaethria clymena colombiana (Viette, 1958) (Colombia)
- Diaethria clymena consobrina (Guérin-Méneville, [1844]) (Colombia, Venezuela)
- Diaethria clymena dodone (Guenée, 1872) (Colombia)
- Diaethria clymena janeira (C. Felder, 1862) (Brazil (Rio de Janeiro, São Paulo), Paraguay)
- Diaethria clymena juani Neild, 1996 (Venezuela)
- Diaethria clymena marchalii (Guérin-Méneville, [1844])  (Nicaragua to Colombia)
- Diaethria clymena meridionalis (Bates, 1864) (Brazil (Rio Grande do Sul, Santa Catarina))
- Diaethria clymena peruviana (Guenée, 1872) (Peru, Bolivia, Ecuador)
- Diaethria clymena seropina (Röber, 1924) (Brazil (Pará))